# Freienseener Tunnel
Der Freienseener Tunnel ist der einzige Tunnel der stillgelegten eingleisigen Bahnstrecke Friedberg–Mücke. Der Zugang ist heute vermauert.

## Geografische Lage
Der Tunnel liegt zwischen Laubach und Freienseen bei Streckenkilometer 42 im heute stillgelegten Abschnitt der Bahnstrecke. Er unterfährt den Galgenberg (310 m), einen westlichen Ausläufer des Vogelsbergs.

## 1. Röhre
Der erste Eisenbahntunnel wurde mit der Teilstrecke Laubach–Mücke am 1. Oktober 1903 in Betrieb genommen. Er hatte eine Länge von 146 m und ist heute vermauert.

## 2. Röhre
Seit 1936 wurde geplant, die Verbindung Bad Hersfeld–Alsfeld–Mücke–Hungen–Friedberg zweigleisig auszubauen. In Vorbereitung dazu wurde parallel zum bestehenden Tunnel 1938/39 ein zweiter Tunnel angelegt, der auch als „Galgenberg-Tunnel“ bezeichnet wurde. Er hatte eine Länge von 196 m. Durch den Zweiten Weltkrieg kam der zweigleisige Ausbau der Strecke nicht mehr zu Stande. Vielmehr wurde die zweite, funktionslose Röhre ab 1943 dazu genutzt, einen Teil der Rüstungsproduktion der Frankfurter Firma VDO hierhin vor Luftangriffen in Sicherheit zu bringen (U-Verlagerung). Zwischen Mai und Oktober 1944 fertigten hier ca. 1200 Zwangsarbeiter, Kriegsgefangene und Häftlinge einer Außenstelle des Arbeitserziehungslagers Heddernheim Tachometer für Flugzeuge und Mess- und Regelungstechnik für die Fluggeräte Fieseler Fi 103 (V1) und Aggregat 4 (V2). Nach dem Krieg wurde das Verwaltungsgebäude der VDO in das Gasthaus Waldschänke umgebaut und der Tunnel für Champignon-Zucht benutzt.